# Список улиц Гонконга
Список улиц Гонконга — перечень крупнейших по длине улиц, проспектов, площадей и наиболее значимых мостов и тоннелей Гонконга.
Приведены английские названия и транскрипция на русский язык.

## Улицы, проспекты и площади
| - А-Кунг-Нгам-роуд (A Kung Ngam Road) - А-Кунг-Нгам-Виллидж-роуд (A Kung Ngam Village Road) - Абердин-Мейн-роуд (Aberdeen Main Road) - Абердин-Прая-роуд (Aberdeen Praya Road) - Абердин-резервуар-роуд (Aberdeen Reservoir Road) - Абердин-стрит (Aberdeen Street) - Олбани-роуд (Albany Road) - Альберт-пат (Albert Path) - Олдрич-Бей-роуд (Aldrich Bay Road) - Олдрич-стрит (Aldrich Street) - Амой-стрит (Amoy Street) - Энтон-стрит (Anton Street) - Ап-Лей-Чау-бридж-роуд (Ap Lei Chau Bridge Road) - Ап-Лей-Чау-драйв (Ap Lei Chau Drive) - Ап-Лей-Чау-Прая-драйв (Ap Lei Chau Praya Drive) - Арбутнот-роуд (Arbuthnot Road) - Арсенал-стрит (Arsenal Street) - Бабингтон-пат (Babington Path) - Банк-стрит (Bank Street Bank Street) - Баркер-роуд (Barker Road) - Баттери-пат (Battery Path) - Бич-роуд (Beach Road Beach Road) - Бел-эйр-авеню (Bel-air Avenue) - Бел-эйр-райз (Bel-air Rise) - Белчерз-стрит (Belcher’s Street) - Биг-Вейв-бей-роуд (Big Wave Bay Road) - Бисни-роуд (Bisney Road) - Блэкс-линк (Black’s Link) - Блю-Пул-роуд (Blue Pool Road) - Блафф-пат (Bluff Path) - Бот-стрит (Boat Street) - Бонем-роуд (Bonham Road) - Бонем-странд (Bonham Strand) - Бонем-странд-Вест (Bonham Strand West) - Борретт-роуд (Borrett Road) - Боуэн-драйв (Bowen Drive) - Боуэн-роуд (Bowen Road) - Бойс-роуд (Boyce Road) - Брамар-Хилл-роуд (Braemar Hill Road) - Бризи-пат (Breezy Path) - Брюин-пат (Brewin Path) - Брайар-авеню (Briar Avenue) - Бриджис-стрит (Bridges Street) - Бродвуд-роуд (Broadwood Road) - Брум-роуд (Broom Road) - Браун-стрит (Brown Street) - Баллок-лейн (Bullock Lane) - Берд-стрит (Burd Street) - Барроуз-стрит (Burrows Street) - Кадоган-стрит (Cadogan Street) - Кейн-роуд (Caine Road) - Канал-роуд-Ист (Canal Road) - Канал-роуд-Вест (Canal Road) - Сентр-стрит (Centre Street) - Чай-Ван-роуд (Chai Wan Road) - Чатер-роуд (Chater Road) - Чёнг-Ман-роуд (Cheung Man Road) - Кливленд-стрит (Cleveland Street) - Кочрейн-стрит (Cochrane Street) - Кондуит-роуд (Conduit Road) - Коннахт-роуд (Connaught Road Central) - Коннахт-роуд-Вест (Connaught Road West) - Коннахт-плейс (Connaught Place) - Сайберпорт-роуд (Cyberport Road) - Дэвис-стрит (Davis Street) - Дип-Уотер-бей-роуд (Deep Water Bay Road) - Де-Вё-роуд-Сентрал (Des Voeux Road Central) - Де-Вё-роуд-Вест (Des Voeux Road West) - Дадделл-стрит (Duddell Street) - [[[Элгин-стрит (Гонконг)\|Элгин-стрит]] (Elgin Street) - Snapshot of Traffic Condition - Live webcast of Traffic Condition - Highways Department - Strategic Route Numbering System - Road Traffic Information Service — Offering live videos and images of current traffic conditions in Hong Kong. |